# Globe Building (Mineápolis)
El Globe Building era un edificio de 8 pisos en Mineápolis, la ciudad más poblada del estado de Minnesota (Estados Unidos). Fue el primer edificio más alto registrado en Minnesota. Fue construido en 1889 para albergar las oficinas del periódico St. Paul Globe (que ocupaba parte de varios pisos) mientras que el resto del edificio se alquilaba como espacio de oficinas. Richard Warren Sears fue uno de sus primeros inquilinos.
Después de que el periódico se cerró en 1905, continuó funcionando como edificio de oficinas y entre sus inquilinos tuvo al senador Thomas Schall y al representante Ernest Lundeen. En la década de 1930, el edificio estaba vacío debido a la Gran Depresión y al mal esrtado por la falta de mantenimiento. En la década de 1950 se convirtió brevemente en un aparcamiento denominado "El garaje de la calle 4".
Fue demolido en 1951 y para abrir paso a lo que sería la Biblioteca Central de Mineápolis. Otro Globe Building se construyó en la vecina Saint Paul, el cual fue construido y demolido aproximadamente al mismo tiempo que el de Mineápolis.